# John S. Carlile

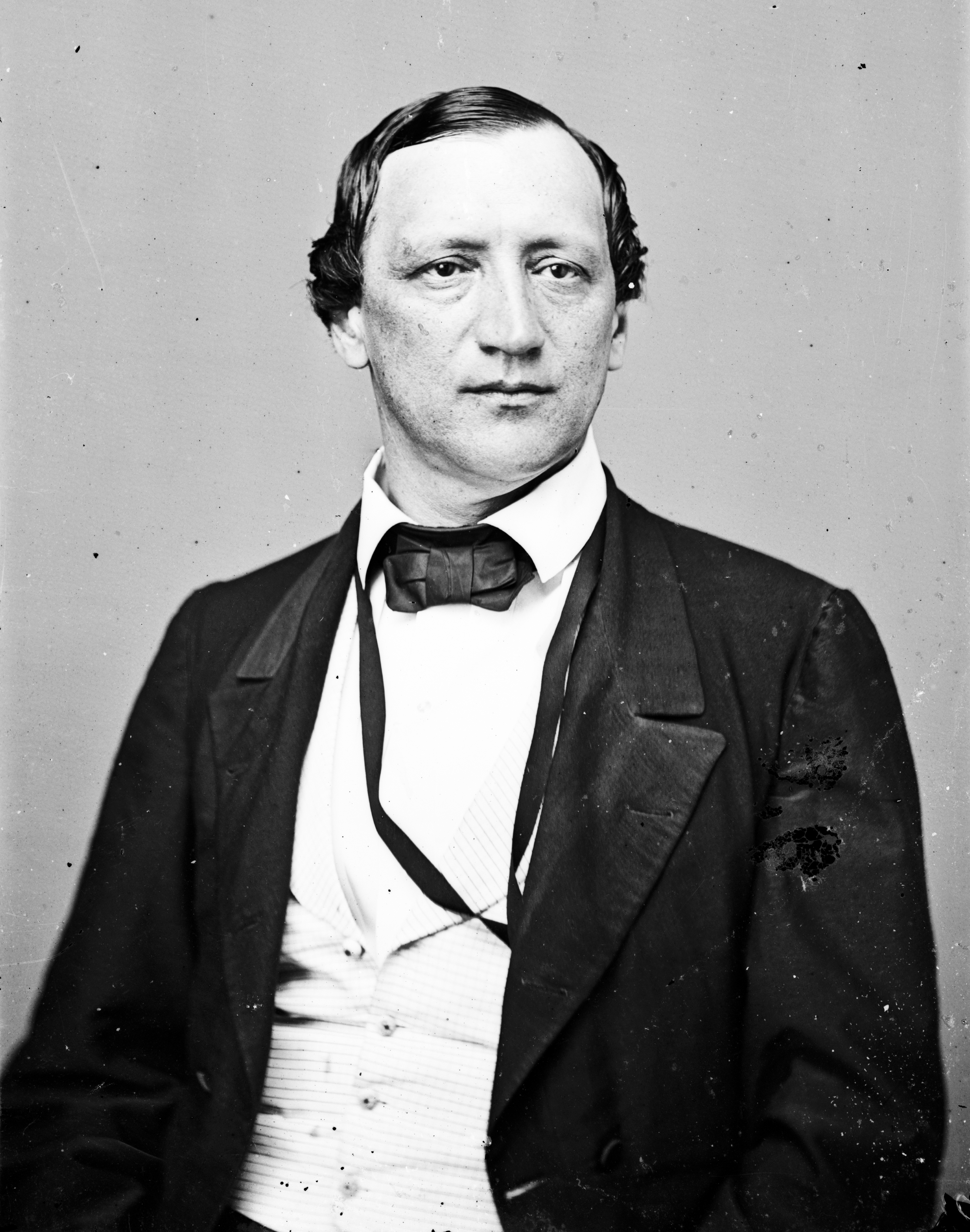
John S. Carlile

John Snyder Carlile (* 16. Dezember 1817 in Winchester, Virginia; † 24. Oktober 1878 in Clarksburg, West Virginia) war ein US-amerikanischer Politiker, der den Bundesstaat Virginia in beiden Kammern des Kongresses vertrat.

## Jurist und Politiker
Bis zu seinem 14. Lebensjahr wurde John Carlile zuhause von seiner Mutter unterrichtet; danach arbeitete er als Verkäufer in einem Geschäft. In der Folge studierte er die Rechtswissenschaften, wurde 1840 in die Anwaltskammer aufgenommen und begann in Beverly im heutigen West Virginia als Jurist zu praktizieren. Seine politische Laufbahn begann er als Mitglied der Demokratischen Partei, für die er 1850 als Delegierter am Verfassungskonvent von Virginia teilnahm; außerdem saß er von 1847 bis 1851 im Staatssenat.
1854 trat Carlile der kurz zuvor gegründeten Know-Nothing Party bei, für die er zwischen dem 4. März 1855 und dem 3. März 1857 erstmals dem Repräsentantenhaus der Vereinigten Staaten angehörte. In der folgenden Diskussion über die Sezession Virginias zählte Carlile zur Fraktion, die loyal zur Union stand und gegen eine Abspaltung war. So stimmte er auch auf dem Sezessionskonvent im Jahr 1861, an dem er als Delegierter des Harrison County teilnahm, mit „Nein“.

## Im Sezessionskrieg
Im Juni desselben Jahres sprach Carlile sich auf einer Versammlung der Sezessionsgegner in Wheeling gegen eine ins Gespräch gebrachte Abtrennung des unionistisch eingestellten Teil Virginias aus; vielmehr plädierte er dafür, der Kongress sollte die in Wheeling gebildete Staatsregierung als einzigen rechtmäßigen Vertreter der Interessen Virginias anerkennen. Am 13. Juni präsentierte er auf diesem Konvent ein Dokument mit dem Titel „A Declaration of the People of Virginia“, in dem zum Neuaufbau der Regierung aufgerufen wurde.
1861 wurde Carlile auch ein weiteres Mal als Unionist ins US-Repräsentantenhaus gewählt. Er verblieb dort aber nur vom 4. bis zum 13. Juli, ehe er innerhalb des Kongresses in den Senat wechselte, dem er bis zum 3. März 1865 angehörte. Dort vertrat er die Ansicht, dass es sich bei der Rebellion im Süden nicht um den Aufstand von Staaten, sondern von Einzelpersonen handle. Überdies sprach er dem Kongress das Recht ab, in diesem Zusammenhang Maßnahmen bezüglich der Sklaverei zu ergreifen; Carlile war selbst Sklavenhalter. Er traf sich mehrfach mit US-Präsident Abraham Lincoln, um von ihm Unterstützung zu erhalten.
Letztlich konnte Carlile seine politischen Forderungen nicht durchsetzen; auch die Gründung West Virginias vermochte er nicht zu verhindern. Nach Kriegsende zog er sich aus der Politik zurück und kehrte heim, um sich wieder seinem Anwaltsberuf zu widmen.